# 坚如磐石
《坚如磐石》是2023年上映的中國动作犯罪片，由张艺谋执导，雷佳音、张国立、于和伟、周冬雨、孙艺洲、陈童、李乃文、许亚军、田雨、何政军、陈冲、王迅、林博洋等出演。本片是张艺谋首次执导的犯罪悬疑题材电影，讲述了警察苏见明（雷佳音饰）与李慧琳（周冬雨饰）联手调查与地方富商黎志田（于和伟饰）相关的犯罪案件的故事。
《坚如磐石》2023年9月28日在中国大陆上映。

## 阵容
| 演员   | 角色     | 介绍 |
| 雷佳音 | 苏见明   | 金江市公安局刑事技术科副科长、二级警司 名义上为缉毒英雄苏志浩、王丽芬之子，父母牺牲后被郑刚、何秀丽夫妇收养，实为郑刚与情妇朱丽之私生子。 |
| 张国立 | 郑刚     | 金江市副市长 抛弃情人朱丽，与何秀丽结婚，借何家“老爷子”之政治势力上位。与黎志田官商勾结，收受贿赂。 原设定中，兼任金江市公安局局长，警衔二级警监（通过2020年首版预告片、拍摄现场花絮可知），补拍后取消这一身份设定。 犯故意杀人罪、受贿罪、包庇纵容黑社会性质组织罪，数罪并罚，决定执行死刑，剥夺政治权利终身并处没收个人全部财产；追缴受贿所得财物及孳息。 |
| 于和伟 | 黎志田   | 金五集团董事长、金江市政协委员 从搬运工起家，创立金五集团，后发展为黑社会性质组织，与郑刚官商勾结。 犯组织、领导黑社会性质组织罪、故意杀人罪、寻衅滋事罪、非法采矿罪，数罪并罚，决定执行死刑，剥夺政治权利终身，并没收个人全部财产。 金五集团黎志田等人被认定为黑社会性质组织，依法受严惩。                                                                 |
| 周冬雨 | 李慧琳   | 金江市公安局刑事技术科科员、三级警司 曾与苏见明为恋人关系。扫黑牺牲后，被公安部评定为烈士。 |
| 孙艺洲 | David    | 金五集团董事长助理 黎志田女婿，后被黎志田杀害。 |
| 李乃文 | 刘锋     | 金五集团总裁办主任 |
| 陈童   | 黎莎     | 黎志田女儿 |
| 许亚军 | 刘波     | 金江市公安局局长、二级警监 |
| 田雨   | 唐大年   | 金五集团副总裁、创立人之一 |
| 何政军 | 文辉     | 金江市公安局刑侦队长、一级警督 |
| 陈道明 | 陳偉民   | 省掃黑除惡督導組組長，补拍加入的角色。 |
| 陈冲   | 何秀丽   | （友情出演）郑刚夫人 犯故意杀人罪、受贿罪、行贿罪，数罪并罚，判无期徒刑，剥夺政治权利终身，并没收个人全部财产；追缴受贿所得财物及孳息。 |
| 林博洋 | 朱丽     | 金江市歌剧舞剧团歌唱演员 郑刚情人，2004年车祸去世。实为掌握郑刚、黎志田两人官商勾结之证据，检举揭发之前遭受两人迫害致死。 |
| 林博洋 | 杨晓薇   | 中国泰邦保险股份有限公司金江市分公司职员 朱丽为其姨妈。后与郑刚保持来往。因保护郑刚涉黑之重要证据，后被公安机关解救。 |
| 王迅   | 孔三顺   | （友情出演）5.23公交爆炸案嫌疑人 |
| 焦刚   | 高进     | 中创汇泰公司董事长 郑刚向上行贿的中间人。涉嫌非法侵占国有资产，被立案调查。 |
| 张晞临 | （无名） | 中央巡视组成员 正片戏份被剪，仅在预告片中出现。 |

## 制作
- 影片原名《黑洞》，于2019年5月在重庆大学美视电影学院展开选角工作[3]，同年5月正式开拍[4]，9月杀青[5]。
- 该片是张艺谋与周冬雨自十年前的《山楂树之恋》后再度合作[6]。
- 为追求真实感，导演张艺谋要求剧组全员素颜出演，参演的演员陈道明表示“这是演戏以来第一次的体验”[7]。

## 发行
预告片于2020年6月8日发布。电影由北京光线影业有限公司与北京瀚丽影业有限公司出品，原定2020年上映，由于该片剧情疑似以重庆市前市长薄熙来、重庆市前公安局长王立军为蓝本，历经多次删改、补拍、重新配音（原片以重庆方言拍摄）。2023年8月23日，本片获国家电影局核准颁发《国家电影局电影公映许可证》，后定于2023年9月28日国庆档上映。
2021年6月11日导演张艺谋率主演雷佳音、周冬雨、孙艺洲、许亚军等出席第24届上海国际电影节开幕式红毯。

### 票房
中国大陆取得票房13.51亿人民币，成为国庆档冠军。
| 上一届： 《第八个嫌疑人》 | 2023年中國內地一周票房冠軍 第39-42週 | 下一届： 《河邊的錯誤》 |

## 備註
1. ↑  截至2023年10月29日